# Once Upon a Time (album de Donna Summer)
Pour les articles homonymes, voir Once Upon a Time (homonymie).
Albums de Donna Summer
I Remember Yesterday
(1977) Live and More
(1978)
Once Upon a Time est le sixième album studio de Donna Summer, sorti le 31 octobre 1977, et son premier double album.
L'album est paru le 31 octobre 1977, atteignant la vingt-sixième position dans le classement américain Billboard 200, la treizième dans le Top R&B/Hip-Hop Albums et la vingt-quatrième dans le UK Albums Chart. Once Upon a Time inclut les simples I Love You, Fairy Tale High, Once Upon a Time and Rumour Has It, sans qu'aucun de ceux-ci ne soient devenus des hits majeurs tels que Love to Love You Baby et I Feel Love.
Once Upon a Time est un nouveau concept album — le premier « disco et dance  opera » — conçu et développé par Joyce Bogart, Susan Munao et Donna Summer, autour du thème d'un conte de fée moderne que Summer dédia à sa fille Mimi. 
Tout au long de l'album, sur des paroles signées par Donna Summer et Pete Bellotte, les chansons racontent l'histoire d'une jeune femme vivant dans un monde fantastique, empli de promesses et de rêves inatteignables et dans lequel elle se sent prisonnière. Déterminée à faire en sorte que ses rêves deviennent réalité, elle embarque dans une aventure qui lui permet finalement de rencontrer l'homme qu’elle a toujours rêvé de rencontrer. Cette histoire inspirée de Cendrillon est transposée musicalement de façon contemporaine, grâce à un son disco-électronique, parfois hypnotique (face 2 de l'album).
Les arrangements sont réalisés par Bob Esty. Giorgio Moroder, compositeur de l'album, réalisa quant à lui les arrangements électroniques du disque. 
L'album fut certifié disque d'or en 1978 aux États-Unis, au Canada, en Angleterre et en France. Le simple I Love You, connut un succès honorable en Europe. Il devint son cinquième top 10 en Angleterre en moins de deux ans. Rumour Has It se hissa à la quarantième place du Top US et à la vingtième place des meilleures ventes en Angleterre.

## Titres
Toutes les chansons sont de Pete Bellotte, Giorgio Moroder et Donna Summer.

### Face 1
1. Once Upon a Time – 4:02
2. Faster and Faster to Nowhere – 3:34
3. Fairy Tale High – 4:25
4. Say Something Nice – 4:44

### Face 2
1. Now I Need You – 6:09
2. Working the Midnight Shift – 5:07
3. Queen for a Day – 5:59

### Face 3
1. If You Got It Flaunt It – 4:43
2. A Man Like You – 3:34
3. Sweet Romance – 4:31
4. (Theme) Once Upon a Time – 0:48
5. Dance Into My Life – 4:10

### Face 4
1. Rumour Has It – 4:57
2. I Love You – 4:43
3. Happily Ever After – 3:51
4. (Theme) Once Upon a Time – 3:58